# 효경헌황후
효경헌황후(孝敬憲皇后, 만주어: ᡥᡳᠶᠣᠣᡧᡠᠩᡤᠠ
ᡝᠩᡤᡠᠨ
ᡨᡝᠮᡤᡝᡨᡠᠯᡝᡥᡝ
ᡥᡡᠸᠠᠩᡥᡝᠣ Hiyoošungga Enggun Temgetulehe Hūwangheo, 강희(康熙) 18년 5월 13일(1679년 7월 3일) ~ 옹정(雍正) 9년 9월 29일(1731년 10월 29일))는 청나라 옹정제의 정후(正后)이다. 시호는 효경공화의순소혜장숙안강좌천익성헌황후(孝敬恭和懿順昭惠莊肅安康佐天翊聖憲皇后)이다. 만주 정황기(正黃旗) 울아나라 할아 출신.

## 생애
내대신(內大臣) 비양고(費揚古)의 딸로, 1691년(강희 30년) 당시 패륵인 윤진(胤禛)의 적복진(嫡福晉, 정실부인)에 책봉되었다. 훗날 윤진이 황위에 올라 옹정제가 되면서 그녀 또한 황후에 책봉되었다. 1731년(옹정 9년) 9월에 붕어하여 그 시호를 효경헌황후(孝敬憲皇后)라 하였다.계황후와 같은 성씨라고 알려졌었으나, 이는 청이 사서나 공식 기록에서 계황후를 나랍씨로만 기록하여서 생긴 오해이다. 최근까지 계황후의 성씨는 효경헌황후와 같은 오라나랍씨로 알려졌지만 최근 한 기록에서 계황후가 휘발나랍씨라는 것이 밝혀졌다.

## 자녀
- 애신각라 홍휘(愛新覺羅 弘暉) - 옹정제의 제1황자. 8세에 요절. 훗날 단친왕(端親王)에 추봉.

| 전임 효공인황후 | 청나라의 황후 1724년 1월 16일 ~ 1731년 10월 29일 | 후임 효성헌황후 |

## 같이 보기
- 입팔분공